# Ludwig Trẻ
Ludovicus III (tiếng Đức: Ludwig III., tiếng Pháp: Louis III; 830/835 – 20 tháng 1 năm 882), hay Ludwig Trẻ (tiếng Latinh: Ludovicus Iunior, tiếng Đức: Ludwig der Jüngere, tiếng Pháp: Louis le Jeune), đôi khi được gọi là Ludwig người Saxon (tiếng Đức: Ludwig der Sachse), là người con trai thứ hai trong ba người con trai của Ludovicus II và Hemma. Ông kế vị cha mình làm Vua Đông Francia vào ngày 28 tháng 8 năm 876 và kế vị anh trai Karlomannus làm Vua xứ Bavaria từ năm 879 đến năm 882. Ông mất năm 882 và người kế vị ông trên toàn bộ lãnh thổ, bao gồm hầu hết Đông Francia, là em trai ông, Carolus III, khi đó đã là Vua của Ý và Hoàng đế La Mã.

## Thời thanh niên
Khi còn trẻ, Ludovicus đã tham gia trong các hoạt động quân sự chống lại người Abodrites ở phía đông vào năm 858 và 862. Năm 854, theo lời mời của các nhà quý tộc Aquitania phản đối Carolus Calvus và Pipinus Iunior, và được cha và người anh họ Charles, Tổng Giám mục Mainz, thuyết phục, ông đã tiến vào Gaul với tư cách là người đứng đầu một đội quân, với mục đích giành lấy vương miện Aquitania. Ông đi tới tận Limoges trước khi quay trở lại.
Khi trở về, Ludovicus đã xây dựng mối quan hệ chặt chẽ với giới quý tộc Đông Francia và ngày càng trở nên độc lập hơn với cha mình. Ông đính hôn với con gái của Bá tước Adalard và vào năm 865, ông và em trai Carolus đã tham gia cuộc nổi loạn chống lại cha mình. Tuy nhiên, cuộc nổi loạn này chỉ kéo dài trong thời gian ngắn, sau đó Ludovicus và Carolus đã cùng cha mình đã hòa giải vào cuối năm đó, mặc dù Ludovicus cha buộc phải chia phần lãnh thổ còn lại cho hai người con trai. Karlomannus đã được trao quyền quản lý vùng ("subregulus") Bavaria vào năm 864, giờ đây Ludovicus được nhận Saxonia, Thuringia và Franconia cùng Carolus Alemannia và Raetia.
Năm 869, Ludovicus kết hôn với Liutgard, con gái của Liudolf, Công tước xứ Saxonia, tại Aschaffenburg. Là một người phụ nữ có ý chí mạnh mẽ và tham vọng chính trị, Liutgard sau này đã tác động chồng mình theo đuổi những mục tiêu đầy tham vọng. Cuộc hôn nhân này làm tăng thêm căng thẳng giữa Ludovicus cha và con trai, và vào nhưng năm 871 và năm 873, Ludovicus con đã nổi loạn, nhưng sau đó đều hòa giải với cha mình.

## Cai trị xứ Saxonia
Sau khi Ludovicus cha qua đời vào năm 876, Ludovicus đã thừa kế toàn bộ các tiểu vương quốc của mình, mang tước hiệu rex Francorum ("vua của người Frank"). Ludovicus tự coi mình là người thừa kế thực sự của Ludovicus cha. Ông đã chôn cất cha mình tại tu viện Lorsch, trong lãnh thổ của mình, để nhấn mạnh quyền tối cao của ông đối với những người anh em. Ludovicus cũng giữ lại cố vấn trưởng của cha mình, Liutbert, Tổng giám mục Mainz . Ông và anh trai mình cai trị vương quốc một cách độc lập nhưng hợp tác và không bao giờ xảy ra chiến tranh.

### Mua lại Lotharingia và Bavaria
Quyền cai trị của Ludovicus ngay lập tức bị đe dọa bởi em trai Carolus, người đã cố gắng sáp nhập các vùng phía đông của Lotharingia và thậm chí có thể giành được quyền ảnh hưởng với cháu trai mình. Ludovicus gây chiến với Carolus và vào ngày 8 tháng 10 năm 876 tại Andernach, ông đã đánh bại đội quân đông đảo hơn nhiều của Tây Francia. Quân đội Đông Frank thể hiện sự vượt trội về cả mặt đoàn kết và chiến thuật, và vị vua trẻ thậm chí còn cho binh lính của mình mặc trang phục màu trắng để họ trông giống như một đội quân tinh thần.
Sau chiến thắng này, vào tháng 11, ba người con trai của Ludovicus Germanicus đã gặp nhau tại Nördlingen để thỏa thuận về việc phân chia vương quốc của cha họ và  tuyên thệ trung thành. Theo kế hoạch được vạch ra vào năm 865, mà cha của họ đã xác nhận vào năm 872 bất chấp mọi cuộc nổi loạn của các con trai, Karlomannus đã nhận được Bavaria, Carolus nhận được Swabia, và Ludovicus là các lãnh thổ Saxonia, Franconia và Thuringia. Trong suốt thời kỳ trị vì của mình, mặc dù các nhà sử học luôn gọi ông là "Vua xứ Saxonia", ông chưa bao giờ đến thăm xứ này thực sự, mặc dù nó tạo nên phần lớn lãnh thổ của ông. Vào cuối năm 877, hai anh em lại họp lại để thảo luận về việc quản lý một nửa Lotharingia của họ. Sau khi Karlomannus từ bỏ yêu sách của mình, vương quốc được chia cho Ludovicus và Carolus, hai người lại gặp nhau vào tháng 9 năm 878 tại Alsatia. Năm 879, Karlomannus bị đột quỵ và chỉ định Ludovicus làm người kế vị (và là nhiếp chính trước đây) tại Bavaria. Ludovicus tiếp nhận lãnh thổ này ngay một năm sau khi Karlomannus qua đời.
Tháng 11 năm 878, sau cái chết của Carolus II, người thừa kế của ông, Ludovicus Nói lắp, và người anh em họ Ludovicus Trẻ, đã thỏa thuận với nhau sẽ tôn trọng quyền kế vị những người con trai của mình và không đưa ra bất kỳ yêu sách nào trái với điều đó tại Voeren (Fourons trong tiếng Pháp). Tuy nhiên, Hiệp ước Fouron này đã sớm bị thử thách khi Ludovicus Nói lắp qua đời vào tháng 4 năm 879. Một nhóm quý tộc miền Tây do Viện phụ Joscelin dẫn đầu đã mời Ludovicus Trẻ kế vị quyền cai trị vương quốc miền Tây. Vì vợ ông là Liutgard cũng ủng hộ lời kêu gọi này nên Ludovicus đã tiến hành xâm lược Tây Francia. Ông hành quân đến tận Verdun, nhưng sau khi các vị vua mới là Louis III và Carloman II nhượng lại phần đất Lotharingia còn lại thì Ludovicus đã rút lui. Vào tháng 2 năm 880, thắng lợi này được xác nhận bởi Hiệp ước Ribemont, được ký kết gần Saint Quentin. Hiệp ước này xác định biên giới của hai vương quốc và vẫn giữ nguyên cho đến thế kỷ XIV.

### Mối quan hệ với giới quý tộc
Ngược lại với cha mình, Ludovicus III thiên về thỏa hiệp lợi ích của hoàng gia với giới quý tộc và tránh các xung đột. Ông đã thành công trong việc ràng buộc những gia đình quyền lực với nhà vua, bao gồm cả họ hàng Liudovingian của vợ ông, những người sau này đều trở thành vua và hoàng đế. Ludovicus chủ yếu ở lại vùng Rheinland, tránh xa vùng Saxonia hoặc biên giới phía đông. Ludovicus đã đến thăm Bavaria hai lần, nhưng chủ yếu để lại cho người cháu trai mình, con trai của Karlomannus, Arnulf, Công tước xứ Carinthia, cai quản.

### Cuộc xâm lược của người Viking
Từ mùa hè năm 879, người Viking đã tăng cường các cuộc tấn công vào vương quốc Frank và thỉnh thoảng thâm nhập sâu vào trong lãnh thổ. Vương quốc của Ludovicus bị ảnh hưởng nặng nề nhất sau Tây Francia. Tháng 2 năm 880, Ludovicus đã đánh bại quân đội Bắc Âu trong Trận Thimeon (gần Charleroi ngày nay). Tuy nhiên, con trai ông Hugh đã tử trận trong trận này. Năm sau, Louis III, Vua Tây Francia, tiếp tục đánh bại quân Bắc Âu trong trận chiến Saucourt. Ludovicus Trẻ cũng đã đánh đuổi người Na Uy ra khỏi cung điện hoàng gia Nijmegen, nơi họ đã chiếm đóng trước đó. Cùng tháng đó, quân đội Saxonia do Công tước Bruno, anh rể của nhà vua, chỉ huy đã phải chịu thất bại nặng nề gần Hamburg và Bruno cùng nhiều nhà quý tộc Saxon khác đã tử trận.

## Cái chết và sự kế vị
Ludovicus ngã bệnh vào năm 881 và qua đời ngày 20 tháng 1 năm 882 tại Frankfurt. Vì không có người thừa kế nên toàn bộ lãnh thổ của ông đều thuộc về anh trai ông là Carolus, người có thể thống nhất toàn bộ vương quốc Đông Frank. Sau đó, Hildegard cùng với ông trùm xứ Bavaria Engeldeo âm mưu chống lại Vua Arnulf và bị tước "danh hiệu công cộng" vào năm 895, theo Biên niên sử của Fulda.

## Gia đình
Ludovicus Trẻ kết hôn với Liutgard xứ Saxonia, con gái của Công tước Liudolf xứ Saxonia, ông nội của Heinrich I của Đức.
- Ludovicus  (876 - Tháng 11 năm 879), chết vì ngã từ cửa sổ cung điện
- Hildegard (875/878 hoặc 881 - sau 900)
- Bernhart
- Hugo (khoảng 855/860 - tháng 2 năm 880), con ngoài giá thú với con gái của Adalard hoặc với một người vợ lẽ trước đó [7]
- Adalhard, con ngoài giá thú